# عبد ربه أحمد منصور القشيبي
عبد ربه أحمد منصور القشيبي (1955 - ) قائد، عسكري يمني ولد في مديرية خمر محافظة عمران ، درس بداية في كتاب قريته، وبعد قيام ثورة 26 سبتمبر 1962 انتقل إلى مدينة صنعاء، والتحق بمدرسة الأيتام، ثم انتقل إلى مدرسة الشعب الإعدادية، ثم حصل على شهادة الثانوية العامة، ثم التحق بالكلية الحربية، وكان ضمن خريجي الدفعة الرابعة عشر منها.

## حياته وأدواره
التحق بعدد من الدورات العسكرية، منها: دورة في قيادة سرايا مضاد الطيران، ودورة في قيادة الكتائب، ودورة قادة ألوية صواريخ الدفاع الجوي، ودورة في كلية القيادة والأركان، وكان آخرها دورة في كلية الحرب العليا في أكاديمية ناصر العليا للعلوم العسكرية في القاهرة.

## مناصب تولاها
عمل عام 1977م، قائد سرية مشاة، وفي العام التالي عمل في الشئون المالية والتسليح للدفاع الجوي، وفي عام 1984م قائد كتيبة الصواريخ المضادة للطيران، وفي عام 1987م قائد لواء الصواريخ المضادة للطيران، وفي عام 1994م مديرًا لكلية الطيران والدفاع الجوي، وفي عام 2001م مديرًا لكلية القيادة والأركان.